# Circuito di Croix-en-Ternois
Il Circuito di Croix-en-Ternois (in francese circuit de Croix-en-Ternois) è un circuito automobilistico situato a Croix-en-Ternois, località francese, posta nel dipartimento del Passo di Calais, nel nord del Paese. Fa parte dei 34 circuiti automobilistici, omologati dalla Fédération française du sport automobile.
Attualmente il tracciato è omologato per ospitare gare automobilistiche fino alla Formula 3, e gare motociclistiche di categoria Promosport, fino alla cilindrata 1.000 cc.
Il circuito è sito presso Saint-Pol-sur-Ternoise e Hesdin, nelle vicinanze della Route nationale 39, che taglia il dipartimento da est a ovest.

## Storia
Ideato nel 1971 da un gruppo di appassionati degli sport motoristici, fu inaugurato nel maggio 1973. Da quell'anno è stato subito sede di importanti avvenimenti sportivi. Fu, infatti, il primo tracciato francese a ospitare il Campionato europeo di Formula 3.
Nel 1980, con la creazione dell’Association sportive Auto-moto du Ternois, affiliata alla FFSA, il tracciato poté proseguire a ospitare gare dei campionati nazionali. 
Nel 1996 la scuderia Griffith's vi creò una scuola di pilotaggio per le vetture di Formula 3; il circuito divenne sede anche di test per importanti case automobilistiche, quali Renault e Ford. Accolse anche il lancio della Renault 11, in una manifestazione che raccolse 20.000 spettatori.
Dal luglio del 1999 l'imprenditore, ed ex pilota di F3, Patrick d'Aubreby, divenne il nuovo proprietario della struttura. Dopo i lavori promossi dalla nuova proprietà il tracciato tornò a ospitare nuovamente i campionati nazionali francesi automobilistici.
Ulteriori lavori d'ammodernamento sono stati compiuti nel 2012.

## Caratteristiche tecniche
La pista è lunga 1.900 metri, con una larghezza che varia dai 9 a ai 15 metri. È composta da un lungo rettilineo, seguito da alcune curve ampie, e una zona con conformazione a S, passante sotto il ponte che collega i paddock interni ai box sulla pista. Vista la conformazione della pista gli spettatori hanno ampia veduta su tutto il tracciato.
Il tracciato dispone di tre paddock: uno centrale, da 2.500 metri quadrati e il numero 2 e il numero 3, da 3.000.